# Lijst van gemeenten van Sinaloa
De Mexicaanse deelstaat Sinaloa bestaat uit 20 gemeenten.
| INEGI | Gemeente          | Inwoners  | Oppervlakte  | Hoofdplaats          | Inwoners |
| ----- | ----------------- | --------- | ------------ | -------------------- | -------- |
| 001   | Ahome             | 459.310   | 4.342,89 km² | Los Mochis           | 298.009  |
| 002   | Angostura         | 44.093    | 1.447,00 km² | Angostura            | 5.086    |
| 003   | Badiraguato       | 26.542    | 5.864,75 km² | Badiraguato          | 3.725    |
| 004   | Concordia         | 24.899    | 1.524,30 km² | Concordia            | 8.328    |
| 005   | Cosalá            | 17.012    | 2.665,12 km² | Cosalá               | 17.012   |
| 006   | Culiacán          | 1.003.530 | 4.758,00 km² | Culiacán Rosales     | 808.416  |
| 007   | Choix             | 29.334    | 4.512,40 km² | Choix                | 9.708    |
| 008   | Elota             | 55.339    | 1.518,00 km² | La Cruz              | 25.471   |
| 009   | Escuinapa         | 59.988    | 1.633,22 km² | Escuinapa de Hidalgo | 84.543   |
| 010   | El Fuerte         | 96.593    | 3.843,02 km² | El Fuerte            | 12.566   |
| 011   | Guasave           | 289.370   | 3.464,41 km² | Guasave              | 77.849   |
| 012   | Mazatlán          | 501.441   | 3.068,48 km² | Mazatlán             | 441.975  |
| 013   | Mocorito          | 40.358    | 2.566,00 km² | Mocorito             | 5.926    |
| 014   | El Rosario        | 52.345    | 2.723,28 km² | El Rosario           | 16.011   |
| 015   | Salvador Alvarado | 79.492    | 1.197,50 km² | Guamúchil            | 72.500   |
| 016   | San Ignacio       | 19.505    | 4.650,97 km² | San Ignacio          | 4.810    |
| 017   | Sinaloa           | 78.670    | 6.186,50 km² | Sinaloa de Leyva     | 5.240    |
| 018   | Navolato          | 149.122   | 2.285,00 km² | Navolato             | 30.796   |
| 019   | Eldorado          | 46.628    | 586,56 km²   | Eldorado             | 13.197   |
| 020   | Juan José Ríos    | 27.938    | - km²        | Juan José Ríos       | 27.938   |

| Detailkaart                         |
| ----------------------------------- |
|                                     |
| Ligging Sinaloa binnen Mexico       |
|                                     |
| Gemeenten ingedeeld naar INEGI code |

Ahome · Angostura · Badiraguato · Choix · Concordia · Cosalá · Culiacán · Eldorado · Elota · Escuinapa · El Fuerte · Guasave · Juan José Ríos · Mazatlán · Mocorito · Navolato · Rosario · Salvador Alvarado · San Ignacio · Sinaloa